# Marek Antonín Canevalle
Marek Antonín Canevalle, někdy též Marc Antonio Canevalle či Marcantonio Canevalle (28. září 1652 Lanzo, Itálie – 15. února 1711, Praha, Habsburská monarchie) byl architekt a stavitel italského původu. Stejnému oboru se věnovali i další členové rodiny Canevalle.

## Realizace

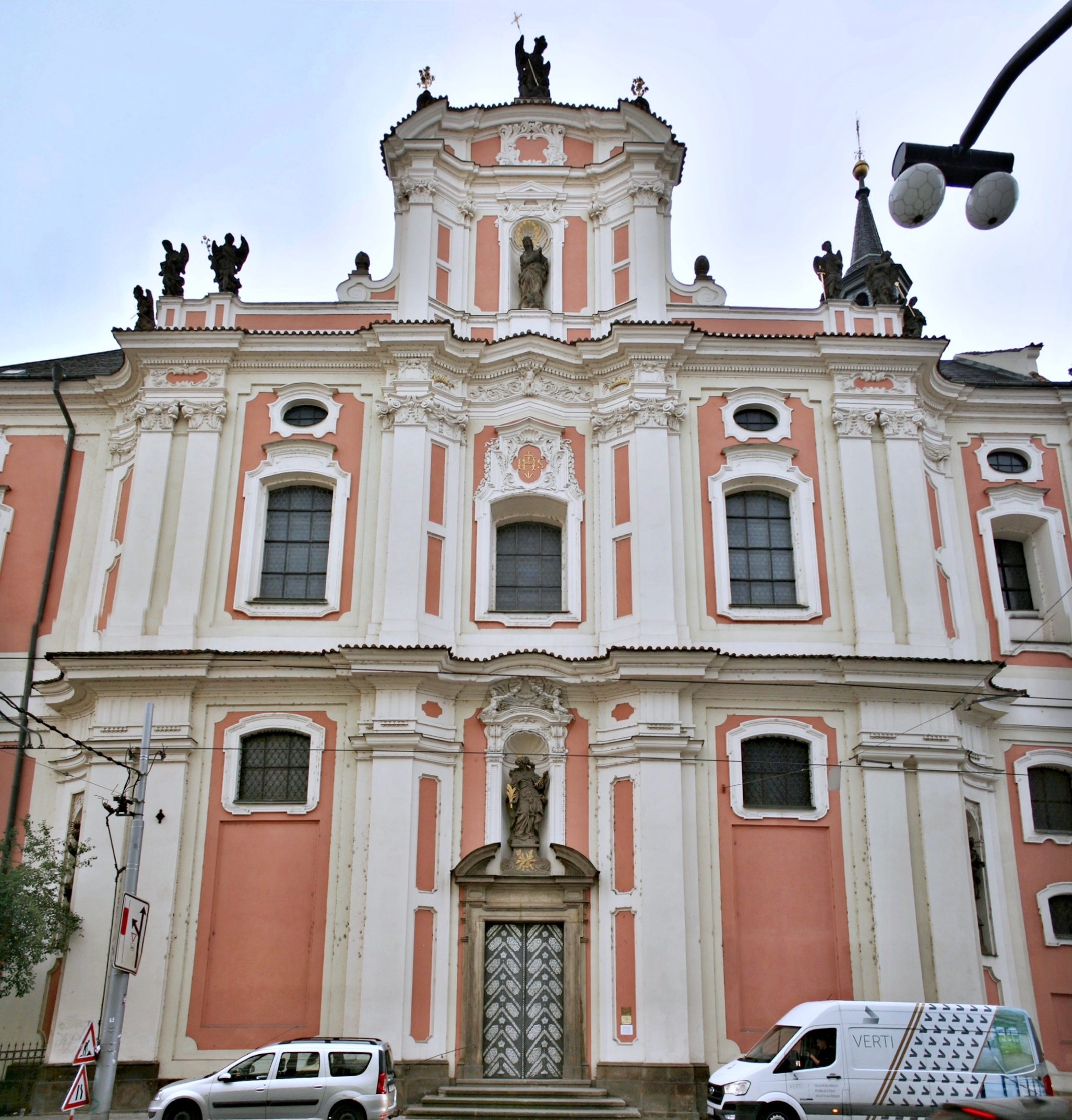
Kostel sv. Voršily na Novém Městě v Praze

Podílel se na stavbách:
- přestavba zámku v Mnichově Hradišti (1696 až 1704)[2]
- úprava ambitu kolem kostela v Hejnicích (1694)[3] a na výstavbě tamního kláštera (1692 až 1696)[4]
- hranolová věž u kostela svaté Kateřiny v Novém Městě pod Smrkem (1693)[5]
- kostel Nalezení sv. Kříže v Liberci (1695–1698)[6]
- zámecký kostel Zvěstování Panny Marie v Duchcově (1696)[7]
- kostel Nejsvětější Trojice ve Vratislavicích nad Nisou (1700–1701)[6]
- Kostel svaté Voršily a přilehlý klášter na Novém Městě v Praze (1702–1704)